# Amund Ringnes Island
Amund Ringnes Island är en ö i Kanada.   Den är en av Sverdrupöarna och  ligger i territoriet Nunavut, i den norra delen av landet. Arean är 5 255 kvadratkilometer.
Den högsta toppen ligger 610 meter över havet. Under vintern syns ingen skillnad mellan ön och den angränsande isen. Ön upptäcktes den 20 april 1900 av Gunerius Isachsen som deltog i den norska expeditionen under Otto Sverdrup. Ön är uppkallad efter en av ägarna till Ringnes Bryggeri som gav pengar till expeditionen. På ön upptäcktes kol och gips.